# شعار الإكوادور
أنشئ شعار الإكوادور (بالإسبانية: Escudo de armas del Ecuador)‏ بشكله الحالي في عام 1900 بناءً على نسخة قديمة من عام 1845.

## الوصف الرسمي
يصف القانون الإكوادوري الشعار على النحو التالي:
يجب أن يكون في شعار الإكوادور درعًا بيضاويًا يحتوي في داخله على شمس مع علامات مقابلة للأشهر مارس وأبريل ومايو ويونيو التي لا تنسى في الجزء العلوي؛ في الجزء السفلي، إلى اليمين جبل تشيمبورازو التاريخي، حيث يبدأ نهر منه، وحين يبدو أكثر وفرة، يجب أن تكون سفينة بخارية، مع صاري، رمزًا للملاحة والتجارة. يرتكز الدرع على حزمة من الحزم القنصلية رمزاً للكرامة الجمهورية. ومن الخارج توج الأعلام الوطنية وفروع النخيل والغار، ويعلوها كندور معروض أجنحة.

## التطور التاريخي
|                   |              |                 |           |           |           |           |           |           |
| مستعمرة الإكوادور | مقاطعة غاياس | كولومبيا الكبرى | الإكوادور | الإكوادور | الإكوادور | الإكوادور | الإكوادور | الإكوادور |
| 1534-1820         | 1820         | 1821–1830       | 1830–1835 | 1835–1843 | 1843–1845 | 1845–1860 | 1860–1900 | 1900–الآن |